# Stegelleta cancellata
Stegelleta cancellata är en rundmaskart. Stegelleta cancellata ingår i släktet Stegelleta och familjen Cephalobidae. Inga underarter finns listade i Catalogue of Life.